# Championnat du Paraguay de football 1990
Navigation
Saison précédente Saison suivante
La saison 1990 du Championnat du Paraguay de football est la quatre-vingtième édition de la Primera División, le championnat de première division au Paraguay. Les douze meilleurs clubs du pays disputent la compétition, qui se déroule en plusieurs phases :
- les équipes se rencontrent lors de trois tours, les deux premiers disputés au sein d’une poule unique, le troisième avec deux poules de six. Les trois premiers des tours 1 et 2 et les premiers du tour 3 se qualifient pour la phase finale. Un classement cumulé des trois tours est utilisé pour qualifier des équipes supplémentaires au besoin.
- la phase finale regroupe les huit qualifiés en deux poules de quatre puis demi-finales et finale.

C'est le Cerro Porteño qui est sacré champion cette saison après avoir battu Club Libertad en finale nationale. C'est le vingt-et-unième titre de champion du Paraguay de l’histoire du club.

## Les clubs participants
| - Club Guaraní - Cerro Porteño - Club Libertad - Club Atlético Colegiales - Club Olimpia - Club Sol de América | - Club Sportivo Luqueño - Club Nacional - Promu de División Intermedia - Club Tembetary - Club River Plate - Club Sportivo San Lorenzo - Club Sport Colombia |

## Compétition
Le barème utilisé pour établir l’ensemble des classements est le suivant :
- Victoire : 2 points
- Match nul : 1 point
- Défaite : 0 point
- Bonus à l'issue des phases 1 et 2 : 
  - Vainqueur : 1 point
  - Deuxième : 0,75 point
  - Troisième : 0,5 point
- Bonus à l'issue des phases 3 : 
  - Vainqueur de chaque poule : 1 point

### Première phase

#### Classement cumulé
| Rang | Équipe                    | Pts | J  | G | N | P | Bp | Bc | Diff |
| ---- | ------------------------- | --- | -- | - | - | - | -- | -- | ---- |
| 1    | Cerro Porteño             | 39  | 27 |   |   |   |    |    |      |
| 2    | Club Sportivo San Lorenzo | 31  | 27 |   |   |   |    |    |      |
| 3    | Club Sportivo Luqueño     | 30  | 27 |   |   |   |    |    |      |
| 4    | Club Olimpia              | 30  | 27 |   |   |   |    |    |      |
| 5    | Club Atlético Colegiales  | 28  | 27 |   |   |   |    |    |      |
| 6    | Club Libertad             | 27  | 27 |   |   |   |    |    |      |
| 7    | Club River Plate          | 27  | 27 |   |   |   |    |    |      |
| 8    | Club Guaraní              | 26  | 27 |   |   |   |    |    |      |
| 9    | Club Sol de América       | 24  | 27 |   |   |   |    |    |      |
| 10   | Club Sport Colombia       | 23  | 27 |   |   |   |    |    |      |
| 11   | Club Nacional             | 23  | 27 |   |   |   |    |    |      |
| 12   | Club Tembetary            | 16  | 27 |   |   |   |    |    |      |

|  | Qualification directe pour la phase finale via les tours de qualification |
|  | Qualification pour la phase finale grâce au classement cumulé             |
|  | Relégation directe en División Intermedia                                 |
|  | T : Tenant du titre P : Promu de División Intermedia                      |

### Phase finale

#### Phase de poules
| Rang | Équipe                     | Pts  | J | G | N | P | Bp | Bc | Diff |
| ---- | -------------------------- | ---- | - | - | - | - | -- | -- | ---- |
| 1    | Club Olimpia+1.25          | 6.25 | 3 | 2 | 1 | 0 | 6  | 3  | +3   |
| 2    | Club Sportivo Luqueño+0.75 | 3.75 | 3 | 1 | 1 | 1 | 6  | 4  | +2   |
| 3    | Cerro Porteño+0.50         | 2.50 | 3 | 0 | 2 | 1 | 4  | 6  | -2   |
| 4    | Club Guaraní               | 2    | 3 | 0 | 2 | 1 | 4  | 7  | -3   |

| Rang | Équipe                        | Pts  | J | G | N | P | Bp | Bc | Diff |
| ---- | ----------------------------- | ---- | - | - | - | - | -- | -- | ---- |
| 1    | Cerro Porteño+2.00            | 6    | 3 | 1 | 2 | 0 | 4  | 2  | +2   |
| 2    | Club Libertad+0.50            | 4.50 | 3 | 1 | 2 | 0 | 7  | 3  | +4   |
| 3    | Club Sportivo San Lorenzo     | 3    | 3 | 1 | 1 | 1 | 3  | 6  | -3   |
| 4    | Club Atlético Colegiales+0.50 | 1.50 | 3 | 0 | 1 | 2 | 3  | 6  | -3   |

#### Phase finale
|  | Demi-finales          | Demi-finales  | Demi-finales |               |   | Finale | Finale | Finale |  |  |  |  |  |  |  |
|  |                       |               |              |               |   |        |        |        |  |  |  |  |  |  |  |
|  |                       |               |              |               |   |        |        |        |  |  |  |  |  |  |  |
|  |                       |               |              |               |   |        |        |        |  |  |  |  |  |  |  |
|  | Cerro Porteño         | 4             | 2            |               |   |        |        |        |  |  |  |  |  |  |  |
|  | Cerro Porteño         | 4             | 2            |               |   |        |        |        |  |  |  |  |  |  |  |
|  | Club Sportivo Luqueño | 0             | 1            |               |   |        |        |        |  |  |  |  |  |  |  |
|  | Club Sportivo Luqueño | 0             | 1            | Cerro Porteño | 2 | 2      |        |        |  |  |  |  |  |  |  |
|  |                       |               |              |               | 2 | 2      |        |        |  |  |  |  |  |  |  |
|  |                       | Club Libertad | 0            | 1             |   |        |        |        |  |  |  |  |  |  |  |
|  | Club Libertad         | Club Libertad | 0            | 1             | 2 | 1      |        |        |  |  |  |  |  |  |  |
|  | Club Libertad         |               |              |               | 2 | 1      |        |        |  |  |  |  |  |  |  |
|  | Club Olimpia          | 1             | 1            |               |   |        |        |        |  |  |  |  |  |  |  |

## Bilan de la saison
| Championnat du Paraguay de football 1990 |                                |
| Champion                                 | Cerro Porteño (21e titre)      |
| Qualifications continentales             |                                |
| Copa Libertadores 1991                   | Club Olimpia (tenant du titre) |
| Copa Libertadores 1991                   | Cerro Porteño                  |
| Copa Libertadores 1991                   | Club Atlético Colegiales       |
| Promotions et relégations                |                                |
| Promus en Primera División               | Club Cerro Corá                |
| Relégués en División Intermedia          | Club Tembetary                 |